# Таубаш-Бадраково
Таубаш-Бадраково (баш. Таубаш-Баҙраҡ) — деревня в Дюртюлинском районе Республики Башкортостан Российской Федерации. Входит в состав  Учпилинского сельсовета.

## География

### Географическое положение
Расстояние до:
- районного центра (Дюртюли): 31 км,
- центра сельсовета (Учпили): 24 км,
- ближайшей ж/д станции (Уфа): 155 км.

## История
В «Списке населенных мест по сведениям 1870 года», изданном в 1877 году, населённый пункт упомянут как деревня Таубаш-Батрак (Бадрак) 4-го стана Бирского уезда Уфимской губернии. Располагалась при речке Таушаке, на почтовом тракте из Бирска в Мензелинск, в 35 верстах от уездного города Бирска и в 28 верстах от становой квартиры в деревне Дюртюли. В деревне, в 55 дворах жили 319 человек (159 мужчин и 160 женщин, мещеряки). Жители занимались земледелием, скотоводством и пчеловодством. 

## Население
| 2002 | 2009 | 2010 |
| ---- | ---- | ---- |
| 167  | ↗173 | ↘142 |

Национальный состав
Согласно переписи 2002 года, преобладающие национальности —  башкиры (61 %), татары (26 %).